# ماريون إل. بوسويل
ماريون إل. بوسويل (بالإنجليزية: Marion L. Boswell)‏ هو عسكري أمريكي، ولد في 1 أكتوبر 1923 في لويفيل في الولايات المتحدة، وتوفي في 9 أغسطس 2002 في فولز تشيرش في الولايات المتحدة.